# Tự Đức
Tự Đức, Nguyen Hong Nhiem, född 22 september, 1829, död 19 juli 1883, son till Thiệu Trị, kejsare av Nguyendynastin i Vietnam, och regerade 1847 till sin död 1883.
Som barn var han svag och sjuklig och drabbades av smittkoppor vilket ledde till att han blev steril. Han försökte isolera Vietnam från omvärlden vilket bara gjorde att Vietnam kom ännu längre efter Europeiska länder i teknisk utveckling.
Kristna blev förföljda i Vietnam och när en fransk missionär och en spansk biskop såg Frankrike detta som ett utmärkt tillfälle att stärka sitt inflytande och sände 1858 en liten grupp soldater understödda av Spanien. Man anföll Danang men drog sig tillbaka för att mer framgångsrikt anfalla Saigon som erövrades och senare avträddes till Frankrike.
Tự Đức drabbades av en tumör i ryggen och blev mer och mer frånvarande. Han dog 1883 samtidigt som franska styrkor ryckte fram mot huvudstaden.